# San Cristóbal Acasaguastlán
San Cristóbal Acasaguastlán – miasto w środkowej części Gwatemali w departamencie El Progreso, leżące w odległości około 30 km na wschód od stolicy departamentu nad rzeką Motagua. Jest siedzibą władz gminy o tej samej nazwie, która w 2012 roku liczyła 7025 mieszkańców. Gmina jest mała, a jej powierzchnia obejmuje tylko 124 km².